# Louay Omar Mohammed Alawi
Louay Omar Mohammed Alawi, arabisch لؤي عمر محمد علاوي Luʾai ʿUmar Muḥammad ʿalāwī, (geboren 1979 in Kirkuk) ist ein irakischer Arzt und radikaler Islamist, der in einem Krankenhaus in Kirkuk im Irak 42 oder 43 Patienten über einen Zeitraum von sechs Monaten ermordete, beginnend im Oktober 2005. In der arabischsprachigen Presse wurde Alawi als aṭ-ṭabīb as-saffāḥ („Mörderischer Arzt“) bezeichnet.
Alawi wurde im Jahr 1979 in Kirkuk geboren. Er gehörte zum arabischen Stamm der Tayy und wurde dementsprechend auch „Louay al-Taei“ (Luʾai  aṭ-Ṭāʾī; „Louay, der Tayy-Angehörige“) genannt. Die Schule besuchte Alawi in seiner Heimatstadt. Nach dem Schulabschluss studierte er Medizin an der Universität Mossul. Während der Jugend war Alawi innerhalb der Baath-Partei aktiv und bekleidete den Rang eines naṣīr mutaqaddim (etwa: „fortgeschrittener Unterstützer“). Monate vor dem Fall des Baath-Regimes wandte sich Alawi verstärkt dem Islam zu. Nach dem Einmarsch der US-Streitkräfte entwickelte er sich zum Dschihadisten und schloss sich den Ansar as-Sunna an. Das Studium schloss Alawi im Jahr 2004 ab. Anschließend arbeitete er im Allgemeinkrankenhaus in Kirkuk. Seine Aufgabe innerhalb der Ansar as-Sunna war es zunächst, verletzte Kämpfer der Organisation zu behandeln. Dies geschah in der Region Tisʿīn in Kirkuk.
Alawis Opfer im Krankenhaus waren irakische Soldaten und Polizisten, die nach Verwundungen im Gefecht ins Krankenhaus eingeliefert wurden. Alawi, der für die Sache der Aufständischen stritt, tötete seine Opfer, indem er ihre Beatmungsmaschinen abschaltete, ihre Wunden infizierte oder ihnen tödliche Medikamentendosen injizierte.
Sein höchstrangiges Opfer war der Polizeileutnant Arjuman Abdallah, stellvertretender Polizeichef in al-Miqdad, der sich nach einer Operation im Krankenhaus erholte. Auch dessen Bruder tötete Alawi. Dieser war Soldat und im Kampf verwundet worden.
Alawi stand im Sold der Terrorgruppe Ansar as-Sunna, die ihm für jeden Mord zwischen 7 und 100 Dollar bezahlte und ihm monatlich Prepaid-Guthaben gewährte. Darüber hinaus behandelte er die Mitglieder der Gruppe, half ihnen den Behörden zu entkommen, und fälschte für sie Dokumente.
Alawi wurde am 4. März 2006 von Kräften der Asayîş verhaftet, nachdem ein Abtrünniger ihn verraten hatte. Alawi erklärte, der Anführer der Gruppe al-Mala Yasin habe gedroht ihn zu verraten, falls er bei der Behandlung von Kämpfern scheitern sollte. Alawi begründete seine Taten ferner mit folgenden Worten: „Weil ich die Amerikaner und das, was sie dem Irak angetan haben, hasse und damit ich zu Geld komme.“ Er habe leichtes Spiel gehabt, weil die turkmenischen und kurdischen Ärzte nachts das Krankenhaus verlassen hätten oder geflohen seien. Kollegen beschrieben Alawi als folgsam, kooperativ und kultiviert.